# Cañuelas (partido)
Cañuelas (Partido de Cañuelas) is een partido in de Argentijnse provincie Buenos Aires. Het bestuurlijke gebied telt 42.575 inwoners. Tussen 1991 en 2001 steeg het inwoneraantal met 31,91 %.

## Plaatsen in partido Cañuelas
- Alejandro Petión
- Cañuelas
- El Taladro
- Gobernador Udaondo
- Máximo Paz
- Santa Rosa
- Uribelarrea
- Vicente Casares